# Ленкоранский государственный драматический театр
Ленкоранский государственный драматический театр (азерб. Lənkəran Dövlət Dram Teatrı; азербайджанский театр, основанный в последние десятилетия XIX века.

## История
Ленкоранский театр занимает особое место в развитии национального азербайджанского театра. В Ленкорани уже в начале XIX века существовала мощная театральная среда, и здесь сформировались такие выдающиеся артисты, как Рзаева, Агигат Али кызы, Калантарлы, Минаввер Самед кызы, Гашим Келентерли, Исмаил Талышинский, Талышинская, Джахан Рза кызы. С середины XIX века в Ленкорани стали открываться школы на русском и азербайджанском языках, что сыграло важную роль в развитии театра.
Важный вклад в развитие театрального искусства внесли азербайджанские просветители Мирза Азиз Алиев, Теймур бек Байрамалибеков и Мир Ибрагим бек Талышинский. Первый спектакль в Ленкорани был поставлен в 1884 году, когда по инициативе Теймур-бека Байрамалибекова учителя и ученики сыграли комедию Н. В. Гоголя «Женитьба». Впоследствии местные просветители организовали постановку фрагмента комедии А. С. Грибоедова «Горе от ума».
Ленкоранский театр начал свою деятельность 18 января 1891 года с постановки комедии Н. Б. Везирова «От огня в пламя». В 1930 году театр получил статус государственного музыкально-драматического театра имени Гусейна Араблинского. С 1949 года театр изменил статус на народный, и в этом качестве просуществовал 25 лет. В 1973 году театр снова обрёл статус государственного, а в 1976 году был удостоен «Республиканской премии молодежи».

## Репертуар
Репертуар театра включает произведения азербайджанских и зарубежных драматургов, такие как:
«Вагиф» (Самед Вургун)
«Визирь Ленкоранского хана», «Молла Ибрагимхалил алхимик» (Мирза Фатали Ахундов)
«Зимняя сказка» (У. Шекспир)
«Буря» (А. Островский)
«Первый день праздника» (Н. Хикмет)
«Песня осталась в горах» (И. Эфендиев)
«Хрустальный дворец» (И. Эфендиев)
«Сила притяжения» (А. Софронов)
«Махмуд и Мярьям» (Эльчин)
и другие.

## Актёры
- Габиль Кулиев — Народный артист
- Буюкханым Алиева — Народная артистка
- Суджаддин Мирзоев — Заслуженный артист
- Земфира Наджафова — Заслуженная артистка
- Шаруд Мехдиева
- Мираслан Агаев
- Гызылгюль Кулиева
- Аллахверен Бабаев
- Булудхан Булудов
- Абульфаз Ахундов
- Айнур Ахмедова
- Эмиль Рзаев
- Гюляр Керимова
- Салех Азимзаде
- Айшен Асадова
- Малейка Джафарова
- Хикмет Джафаров
- Тяранэ Фарраджева
- Тавяккюль Гасанова
- Гюнель Аббасзаде
- Ализра Шахбази
- Шебнем Гусейнова
- Айсель Бабазаде

## Вспомогательный актёрский состав
- Вяфа Гаджизаде
- Низами Курбанов
- Теймур Гаджизаде
- Амиль Ибрагимли